# Matěj Podzimek
Matěj Podzimek (* 16. června 1981, Praha) je český scenárista, dramaturg a kreativní producent TV Nova. Je dvojnásobným držitelem Českého lva, dále Ceny české filmové kritiky a Audiovizuální ceny Trilobit. 

## Vzdělání
Absolvoval česko-francouzskou sekci na Gymnáziu Jana Nerudy v Praze. Na Filozofické fakultě Univerzity Karlovy studoval filmovou vědu a komparatistiku. Posléze přešel na katedru scenáristiky a dramaturgie na Filmové a televizní fakultě Akademie múzických umění. Zde studium zakončil bakalářskou zkouškou.[zdroj?]

## Tvorba
Svou práci pro televizi započal v roce 2004 jako redaktor magazínu TV Nova Víkend. První scenáristické zkušenosti získával v denním seriálu Ulice, kde v letech 2006-2015 postupně působil jako autor dějových linek a dialogů, šéfautor, kreativní producent a supervizor.
Při práci na seriálu Ulice se seznámil s producentem Michalem Reitlerem, s nímž spojil svoji další kariérní dráhu, tentokrát v České televizi. Jejich první spoluprací byl docusoap seriál Paterčata (2014), na kterém byl Podzimek vedoucím projektu. V letech 2017–2021 působil coby dramaturg Tvůrčí producentské skupiny Michala Reitlera. V této době se stal i spoluautorem scénářů dvou minisérií. První byl dvoudílný Metanol (2018) o metanolové kauze z roku 2012. Druhou pak taktéž dvoudílná Dukla 61 (2018) o největší důlní katastrofě druhé poloviny 20. století. Zajímavostí je, že na projektech spolupracoval s kolegy, s nimiž se setkal už při práci na seriálu Ulice - scenáristy Lenkou Szántó a Jakubem Režným. V ČT pokračoval desetidílným seriálem Ochránce (2021) reflektujícím problémy českého školství (spoluautor Tomáš Feřtek). Dále spolupracoval s kriminalistou a scenáristou Josefem Marešem na scénářích k úspěšnému kriminálnímu seriálu Devadesátky (2022). Od ledna 2024 Česká televize uvedla jeho adaptaci belgického seriálu Smysl pro tumor (2024).
Od roku 2021 pracuje pro TV Nova jako kreativní producent. Konkrétně na hrané minisérii Iveta (2022-2024) a třídílném dokumentu Málo mě znáš (2024) o životě a kariéře zpěvačky Ivety Bartošové. Do budoucna chystá rodinný seriál režiséra Jiřího Vejdělka Taneční (2024) a ve vývoji má několik dalších projektů.[zdroj?]
Mimo práci pro Českou televizi a TV Nova pracuje i jako scenárista a dramaturg na volné noze. Je spoluautorem námětu seriálu Vyšehrad (2016–2017), na který navázal dramaturgií snímku Vyšehrad: Fylm (2022). Dále je spolu s Tomášem Vávrou autorem scénáře k filmu 3Bobule.

## Ocenění
Je dvojnásobným držitelem Českého lva za scénáře k minisérii Dukla 61 (2018) a seriálu Ochránce (2021). Za ten obdržel i Cenu české filmové kritiky a Audiovizuální ceny Trilobit.  

## Osobní život
V roce 2008 se během práce na seriálu Ulice seznámil s Kristýnou Ryškou (za svobodna Maléřovou). Herečku si vzal v roce 2010. Pár se rozvedl v roce 2019. Podzimek se v roce 2022 znovu oženil a vzal si herečku Evu Podzimkovou (za svobodna Josefíkovou). Mají spolu dceru Lotu.

## Filmografie
- Málo mě znáš (2024) (Kreativní producent, TV Nova)
- Smysl pro tumor (2024) (Adaptace scénáře, Česká televize)
- Iveta (2022-2024) (Kreativní producent, Voyo)
- Pět let (2022) (Dramaturg, Česká televize)
- Devadesátky (2022) (Spolupráce na scénáři, Česká televize)
- Vyšehrad: Fylm (2022) (Dramaturg)
- Ochránce (2021) (Spoluautor scénáře, Česká televize)
- 3Bobule (2020) (Spoluautor scénáře)
- Metanol (2018) (Spoluautor scénáře, Česká televize)
- Dukla 61 (2018) (Spoluautor scénáře, Česká televize)
- Paterčata (2014) (Vedoucí projektu, Česká televize)
- Ulice (2012-2015, 2018-2019) (Kreativní producent, kreativní supervizor, TV Nova)
- Ulice (2010-2011) (Šéfautor dějových linek, TV Nova)
- Ulice (2006-2010) (Autor dějových linek, autor dialogů, TV Nova)
- Víkend (2004-2006) (Reportér, TV Nova)